# Gerendás András
Gerendás András, Griecs (Békéscsaba, 1933. január 17. – Budapest, 1998. október 25.) labdarúgó, hátvéd.

## Pályafutása
1955 és 1962 között volt a Ferencváros játékosa, ahol egy-egy bajnoki ezüst- és bronzérmet, illetve kupa győzelmet szerzett a csapattal. A Fradiban 154 mérkőzésen szerepelt (68 bajnoki, 78 nemzetközi, 8 hazai díjmérkőzés) és 3 gólt szerzett (1 bajnoki. 2 egyéb).
1963-tól a Magyar Édesipari Vállalatnál dolgozott.

## Sikerei, díjai
- Magyar bajnokság
  - 2.: 1959–60
  - 3.: 1957–58
- Magyar kupa (MNK)
  - győztes: 1958